# Benzenrade
Benzenrade (Limburgs: Bensroa) is een buurtschap in de gemeente Heerlen. Benzenrade is gelegen aan de rand van de gemeente en grenst aan Ubachsberg (gemeente Voerendaal) en Imstenrade. Aan de noordkant grenst het aan de wijk Welten. Aan de oostkant, gescheiden door de stadsautoweg N281 ligt de wijk Heerlerbaan. Benzenrade ligt in het Geleenbeekdal.
Ter hoogte van Benzenrade ligt in de ondergrond de Benzenraderbreuk. Ten zuiden van Benzenrade ligt de Putberg en ten zuidwesten begint het Droogdal de Dael. Ten zuiden van Benzenrade ligt de Benzenradergroeve.

## Bebouwing
Het meest kenmerkende aan Benzenrade is de lintbebouwing. Iemand die vanuit de drukke binnenstad van Heerlen komt, beseft niet dat hij zich nog steeds in de bebouwde kom van Heerlen bevindt. Vlak naast Benzenrade is tussen 1964 en 1968 het De Wever-Ziekenhuis gebouwd. Het was het nieuwe onderkomen van het tussen de Putgraaf en de Groene Boord in Heerlen gelegen Sint-Josephziekenhuis. In de jaren negentig is het omgedoopt tot Atrium Medisch Centrum en in 2015 kreeg het ziekenhuis opnieuw een andere naam: Zuyderland Medisch Centrum.
Benzenrade heeft, ook al ligt het vlak bij een streekziekenhuis, toch zijn oorspronkelijke dorpskarakter weten te behouden. In Benzenrade ontspringt bij een boerenhoeve de Geleenbeek, die via Nuth, Schinnen en Sittard-Geleen bij Susteren in de Maas uitmondt.
Centraal in de plaatst staat de Heilig-Hartkapel.
Het Benzenraderhof staat op een locatie naast het verdwenen kasteel Benzenrade.

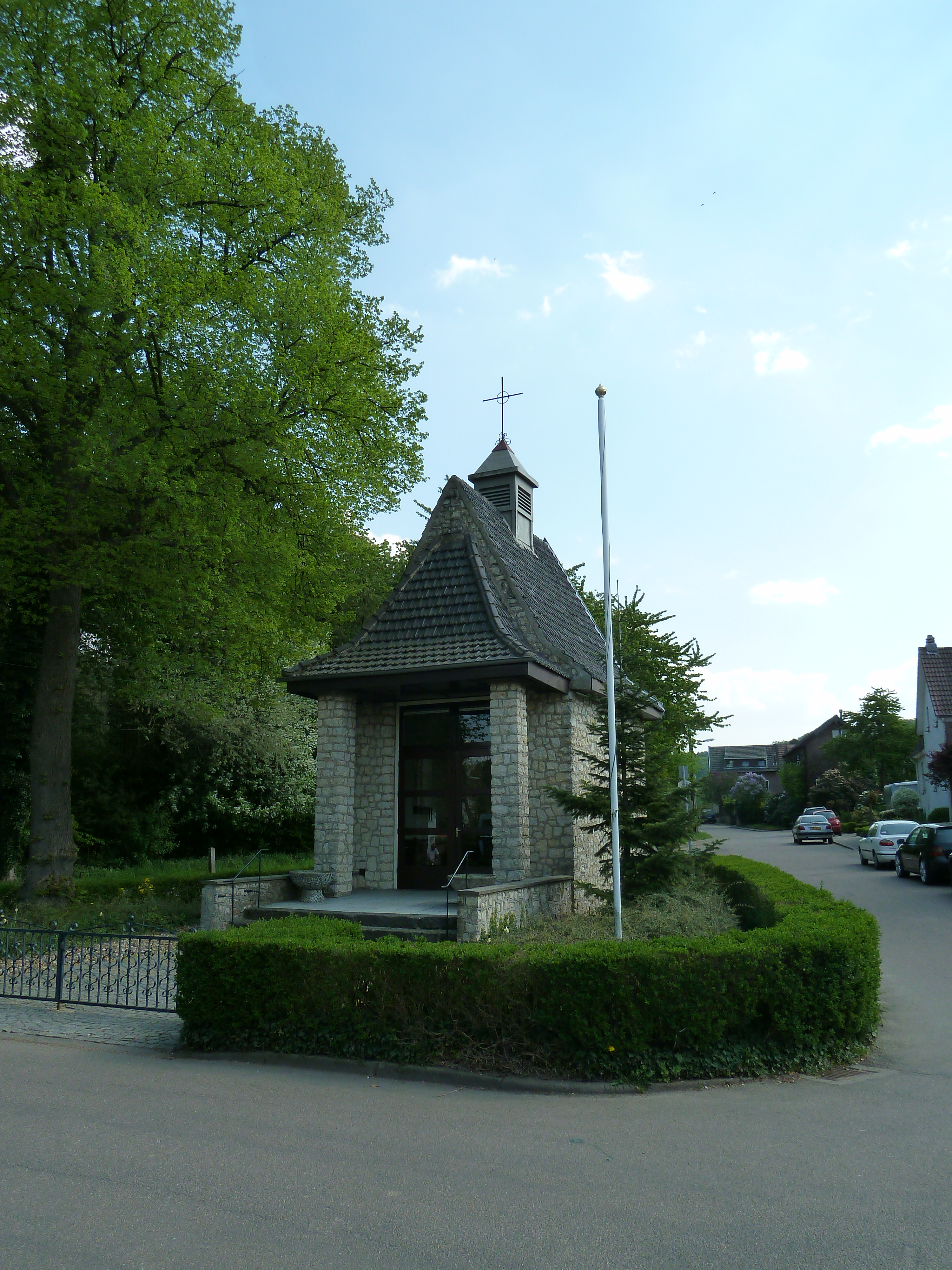
Heilig-Hartkapel in de buurtschap

Stadsdelen: Heerlerbaan · Heerlerheide · Heerlen-Stad · Hoensbroek

Wijken: Aarveld-Bekkerveld · De Beitel · Caumerveld-Douve Weien · Eikenderveld · Heerlen-Centrum · Heerlerbaan-Oost · Heerlerbaan-West · Passart · De Hei · Heksenberg · Hoensbroek-De Dem · De Koumen · Maria-Gewanden-Terschuren · Mariarade · Meezenbroek-Schaesbergerveld · Molenberg · Nieuw Lotbroek · Rennemig-Beersdal · Schandelen-Grasbroek · Vrieheide-De Stack · Welten-Benzenrade · Woonboulevard-Ten Esschen · Zeswegen-Nieuw Husken

Buurtschappen en gehuchten: De Euren · Heihoven · Imstenrade · Schurenberg · Terschuren

Limburg: Steden en dorpen      Nederland: Provincies · Gemeenten